# Lay Down (Candles in the Rain)
Lay Down (Candles in the Rain) é o segundo single do álbum homônimo da cantora norte-americana Melanie, lançado em 1970.
A canção foi o seu primeiro grande sucesso nos Estados Unidos, onde alcançou o 6º lugar na parada da Billboard 100  e o 3º lugar na Cash Box, tornando-a conhecida internacionalmente, liderando paradas também na Europa,América Latina e Austrália.
Gravada em colaboração com o grupo de gospel Edwin Hawkins Singers, que faz o coro de apoio no refrão da música, foi escrita por Melanie, após sua experiência no Festival de Woodstock no ano anterior, que descreve na letra o que sentiu cantando para a multidão de mais de 500 mil pessoas que compareceu ao evento, de velas ou isqueiros acesos na noite de sua apresentação.
A partir desta música, Melanie tornou-se um ícone da geração hippie e construiu uma carreira que dura até os dias de hoje.